# Reizm
Reizm (łac. res – rzecz), konkretyzm – odmiana nominalizmu; rozróżnia się jego dwie odmiany:
- reizm ontologiczny mówi, że istnieją tylko rzeczy rozumiane czasoprzestrzennie, czyli zlokalizowalne w czasie i przestrzeni; odrzuca istnienie bytów abstrakcyjnych jak cechy, własności, relacje, zbiory, liczby, zdarzenia itp.;
- reizm metodologiczny postuluje taką konstrukcję języka, w której każde sensowne wyrażenie odnosi się do rzeczy, np. Szczecin leży nad Odrą.

Termin ten utworzył Tadeusz Kotarbiński. Twierdził, że używanie nazw nieodnoszących się do rzeczy grozi hipostazowaniem.